# Thriller (àlbum)
Thriller és el sisè àlbum del cantant Michael Jackson com a solista, publicat el 29 de novembre de 1982 a través d'Epic Records i internationalment per CBS Records.
Thriller, de 1982, va ser un àlbum molt divers, basant-se en el projecte bàsic del seu anterior àlbum, Off the Wall, però afegint-hi funk més dur (Billie Jean o Thriller), hard rock (Beat It), balades més suaus i soul més fluid (Baby Be Mine), ampliant la idea d'incorporar elements que atraguessin a tots els públics.
Va comptar (com l'àlbum anterior) amb Quincy Jones com a productor i Rod Temperton com un dels principals compositors. És el disc més venut en la història de la música: va vendre més de 68 milions de còpies tan sols als Estats Units i es calcula que en l'actualitat ja ha superat els 109 milions de còpies a tot el món, segons el Llibre Guinness dels Rècords.
El 2001 es publicà una reedició del disc, que incorporava entrevistes amb Quincy Jones i Rod Temperton, versions d'estudi i fins i tot peces inèdites.

## Antecedents
L'àlbum anterior de Jackson Off the Wall (1979) va rebre l'aclamació de la crítica i va ser un èxit comercial, havent venut 10 milions de còpies en aquell moment. Els anys entre Off the Wall i Thriller van ser un període de transició per a Jackson, un moment d'augment de la independència. Aquest període va veure com Jackson es tornava molt infeliç; Jackson va dir: "Fins i tot a casa, estic sol. De vegades m'assec a la meva habitació i ploro. És molt difícil fer amics... De vegades passejo pel barri de nit amb l'esperança de trobar algú amb qui parlar. Però acabo tornant a casa."
Quan Jackson va fer 21 anys l'agost de 1979, va contractar John Branca com a mànager. Jackson va dir a Branca que volia ser l'estrella més gran i rica de l'espectacle. Estava molest pel que va percebre com el baix rendiment d' Off the Wall, sentint que s'havia merescut el premi Grammy al disc de l'any. També es va sentir infravalorat per la indústria musical; el 1980, quan Rolling Stone es va negar a publicar una història sobre ell, Jackson va respondre: CITACIO "M'han dit una vegada i una altra que amb els negres a la portada de les revistes no es venen còpies... Tan sols espera. Algun dia, aquestes revistes em demanaran una entrevista. Potser els en concediré una, o potser no.»
Per al seu següent àlbum, Jackson volia crear un disc on "cada cançó fos un èxit". Estava frustrat pels àlbums que podien tenir "una bona cançó, i la resta eren com cares B... Per què no tots els temes poden ser com una cançó d'èxit? Per què cada cançó no pot ser tan fantàstica que la gent voldria comprar-la si la poguéssiu llançar com a single?... Aquest era el meu propòsit per al següent àlbum." 

### Art de coberta
La portada de Thriller presenta Jackson amb un vestit blanc que va pertànyer al fotògraf Dick Zimmerman. La coberta desplegable revela un cadell de tigre a la cama de Jackson, que, segons Zimmerman, Jackson va mantenir allunyat de la seva cara, per por que el pogués rascar. Una altra imatge del rodatge, amb Jackson abraçant el cadell, es va utilitzar per a l'edició especial del 2001 de Thriller.

## Llista de cançons
| 1. | «Wanna Be Startin' Somethin'»           | Quincy Jones Jackson [a] | 6:03 |
| 2. | «Baby Be Mine»                          | Jones                    | 4:21 |
| 3. | «The Girl Is Mine» (amb Paul McCartney) | Jones Jackson [a]        | 3:42 |
| 4. | «Thriller»                              | Jones                    | 5:58 |

| 1.            | «Beat It»                     | Jones Jackson [a] | 4:18  |
| 2.            | «Billie Jean»                 | Jones Jackson [a] | 4:54  |
| 3.            | «Human Nature»                | Jones             | 4:06  |
| 4.            | «P.Y.T. (Pretty Young Thing)» | Jones             | 3:59  |
| 5.            | «The Lady in My Life»         | Jones             | 5:00  |
| Durada total: | Durada total:                 | Durada total:     | 42:16 |

| 10.           | «Quincy Jones Interview #1»          |               | 2:19  |
| 11.           | «Someone in the Dark»                | Jones         | 4:48  |
| 12.           | «Quincy Jones Interview #2»          |               | 2:04  |
| 13.           | «Billie Jean» (Home Demo from 1981)  | Jackson       | 2:21  |
| 14.           | «Quincy Jones Interview #3»          |               | 3:11  |
| 15.           | «Rod Temperton Interview #1»         |               | 4:04  |
| 16.           | «Quincy Jones Interview #4»          |               | 1:33  |
| 17.           | «Voice Over Session From "Thriller"» |               | 2:53  |
| 18.           | «Rod Temperton Interview #2»         |               | 4:03  |
| 19.           | «Quincy Jones Interview #5»          |               | 2:02  |
| 20.           | «Carousel»                           | Jones         | 1:50  |
| 21.           | «Quincy Jones Interview #6»          |               | 1:18  |
| Durada total: | Durada total:                        | Durada total: | 74:42 |

Notes
- ^[a]  significa co-productor
- Les cares 1 i 2 es van combinar com a temes 1–9 en reedicions en CD.

## Guardons
Premis
- 1984: Grammy a l'àlbum de l'any

## Llistes

### Llistes setmanals
| Gràfic (1982–2022)                              | Màxima posició |
| ----------------------------------------------- | -------------- |
| Australian Albums (Kent Music Report)           | 1              |
| Àustria àlbums (Ö3 Austria)                     | 3              |
| Bèlgica àlbums (Ultratop Flanders)              | 57             |
| Bèlgica àlbums (Ultratop Wallonia)              | 50             |
| Canadà Top Albums/CDs (RPM)                     | 1              |
| Canadà gràfic d'àlbums (Billboard)              | 26             |
| Dinamarca àlbums (Hitlisten)                    | 30             |
| Països Baixos àlbums (Album Top 100)            | 1              |
| European Albums (European Top 100 Albums)       | 1              |
| Finnish Albums (Suomen virallinen albumilista)  | 1              |
| França àlbums (SNEP)                            | 83             |
| Alemanya àlbums (Offizielle Top 100)            | 1              |
| Grècia àlbums (IFPI)                            | 34             |
| Greece Albums (Billboard)                       | 2              |
| Itàlia àlbums (FIMI)                            | 1              |
| Italian Albums (Musica e Dischi)                | 2              |
| Nova Zelanda àlbums (RMNZ)                      | 1              |
| Noruega àlbums (VG-lista)                       | 6              |
| Espanya àlbums (PROMUSICAE)                     | 40             |
| Suècia àlbums (Sverigetopplistan)               | 1              |
| Suïssa àlbums (Schweizer Hitparade)             | 4              |
| UK Albums (OCC)                                 | 1              |
| Estats Units Billboard 200                      | 1              |
| Estats Units Top R&B/Hip-Hop Albums (Billboard) | 1              |

### Llistes anuals
| Gràfic (1983)                         | Posició |
| ------------------------------------- | ------- |
| Austràlia (Kent Music Report)         | 1       |
| Àustria (Ö3 Austria Top 40)           | 1       |
| Canadà (RPM Top Albums)               | 1       |
| França (IFOP)                         | 1       |
| Alemanya (Llistes oficials alemanyes) | 2       |
| Japó (Oricon)                         | 6       |
| Països Baixos (Album Top 100)         | 1       |
| Nova Zelanda (RMNZ)                   | 2       |
| UK Albums (OCC)                       | 1       |
| US Billboard Top LPs & Tape           | 1       |
| US Hot Black Albums                   | 1       |

| Chart (1984)                         | Position |
| ------------------------------------ | -------- |
| Austràlia (Kent Music Report)        | 2        |
| Àustria (Ö3 Austria Top 40)          | 3        |
| Canadà (RPM Top Albums)              | 4        |
| Alemanya (Llites oficials alemanyes) | 5        |
| Japó (Oricon)                        | 1        |
| Països Baixos (Album Top 100)        | 4        |
| Nova Zelanda (RMNZ)                  | 4        |
| Suïssa (Schweizer Hitparade)         | 1        |
| UK Albums (OCC)                      | 6        |
| US Billboard Top LPs & Tape          | 1        |
| US Hot Black Albums                  | 2        |

| Gràfic (1988)                               | Posició |
| ------------------------------------------- | ------- |
| Alemanya Àlbums (Lliste oficials alemanyes) | 38      |

| Gràfic (2003)   | Posició |
| --------------- | ------- |
| UK Albums (OCC) | 143     |

| Gràfic (2009)                        | Posició |
| ------------------------------------ | ------- |
| Austràlia (ARIA)                     | 32      |
| Alemanya (Lliste oficials alemanyes) | 40      |
| US Billboard Comprehensive Albums    | 16      |
| US Billboard Top Internet Albums     | 16      |
| US Billboard Top Pop Catalog Albums  | 16      |

| Chart (2010)                        | Position |
| ----------------------------------- | -------- |
| Australian Catalogue Albums (ARIA)  | 47       |
| US Billboard 200                    | 137      |
| US Billboard Top Pop Catalog Albums | 7        |

| Gràfic (2016)    | Posició |
| ---------------- | ------- |
| US Billboard 200 | 178     |

| Gràfic (2018)    | Posició |
| ---------------- | ------- |
| US Billboard 200 | 190     |

| Gràfic (2019)    | Posició |
| ---------------- | ------- |
| US Billboard 200 | 129     |

| Gràfic (2020)                         | Posició |
| ------------------------------------- | ------- |
| US Billboard 200                      | 111     |
| US Top R&B/Hip-Hop Albums (Billboard) | 97      |

| Gràfic (2021)                         | Posició |
| ------------------------------------- | ------- |
| Bèlgica Àlbums (Ultratop Flanders)    | 182     |
| Països Baixos Àlbums (Album Top 100)  | 87      |
| US Billboard 200                      | 73      |
| US Top R&B/Hip-Hop Albums (Billboard) | 52      |

### Llistes de final de dècada
| Gràfic (1980–1989)            | Posició |
| ----------------------------- | ------- |
| Austràlia (Kent Music Report) | 3       |
| Àustria (Ö3 Austria Top 40)   | 1       |
| Japó (Oricon)                 | 2       |
| Àlbums del Regne Unit (OCC)   | 3       |

| Gràfic (2010-2019)                   | Posició |
| ------------------------------------ | ------- |
| Àlbums de vinil del Regne Unit (OCC) | 74      |

### Llistes de tots els temps
| Gràfic (1963–2015)     | Posició |
| ---------------------- | ------- |
| Billboard 200 dels EUA | 3       |